# Templet for den Olympiske Zeus
Templet for den Olympiske Zeus (også kendt som Zeustemplet) (græsk: Ναός του Ολυμπίου Διός tr. Naós tou Olimpíou Diós) er en tempelruin i Athen. De første dele stammer fra det 6. århundrede f.v.t., mens den seneste tilbygning blev udført under kejser Hadrians regeringstid. Templet var i den hellenistisk-romerske periode det største i Grækenland.
Templet befinder sig nedenfor Akropolis omtrent 500 m i sydøstlig retning, og det blev i første omgang udgravet i perioden 1889-96 af den britiske arkæolog Francis Penrose, som også spillede en stor rolle i restaureringen af Parthenon. En ny udgravning blev foretaget i 1922 af tyskeren Gabriel Welter og én til i 1960 af den græske arkæolog Ioannes Travlos.